# Nemesdéd
Nemesdéd là một thị trấn thuộc hạt Somogy, Hungary. Thị trấn này có diện tích 26,61 km², dân số năm 2010 là 711 người, mật độ 27 người/km².